# Église Saint-Martin de Bezons
L'église Saint-Martin est l'église paroissiale de la ville de Bezons, au nord-ouest de Paris.

## Ancienne glise Saint-Martin

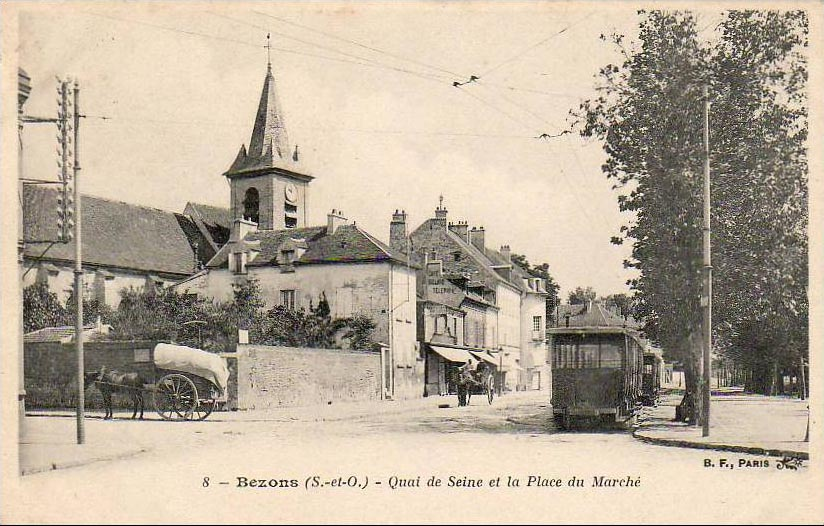
L'ancienne église Saint-Martin, sur la place du Marché, au quai de Seine (ca 1900).

La paroisse de Bezons est attestée dès le XIIe siècle. Il y avait dans cette ville une église Saint-Martin, construite en 1507 sur un site déjà consacré. Elle était proche de l'ancienne place du Marché et du quai de Seine, devenu quai Voltaire. On y trouvait un orgue construit par les frères Abbey en 1889.
Elle fut plusieurs fois endommagée, notamment lors de l'inondation de 1740 et pendant la guerre de 1870.
Elle fut fermée dans les années 1930 pour cause d'insalubrité, endommagée pendant la seconde guerre mondiale puis détruite en 1965. L'orgue fut réinstallé  en 1974 en l'église Sainte-Marie-Madeleine de Laferté-sur-Aube.

## Nouvelle église
Après cette destruction, afin de pourvoir aux besoins spirituels des fidèles, on fit appel à une chapelle temporaire, en bois. Elle se trouvait rue Édouard-Vaillant, au carrefour de la Grâce-de-Dieu, sur la route de Pontoise. C'est sur ce terrain que l'église actuelle fut édifiée vers 1937-1938 par l'Œuvre des Chantiers du Cardinal.

## Description

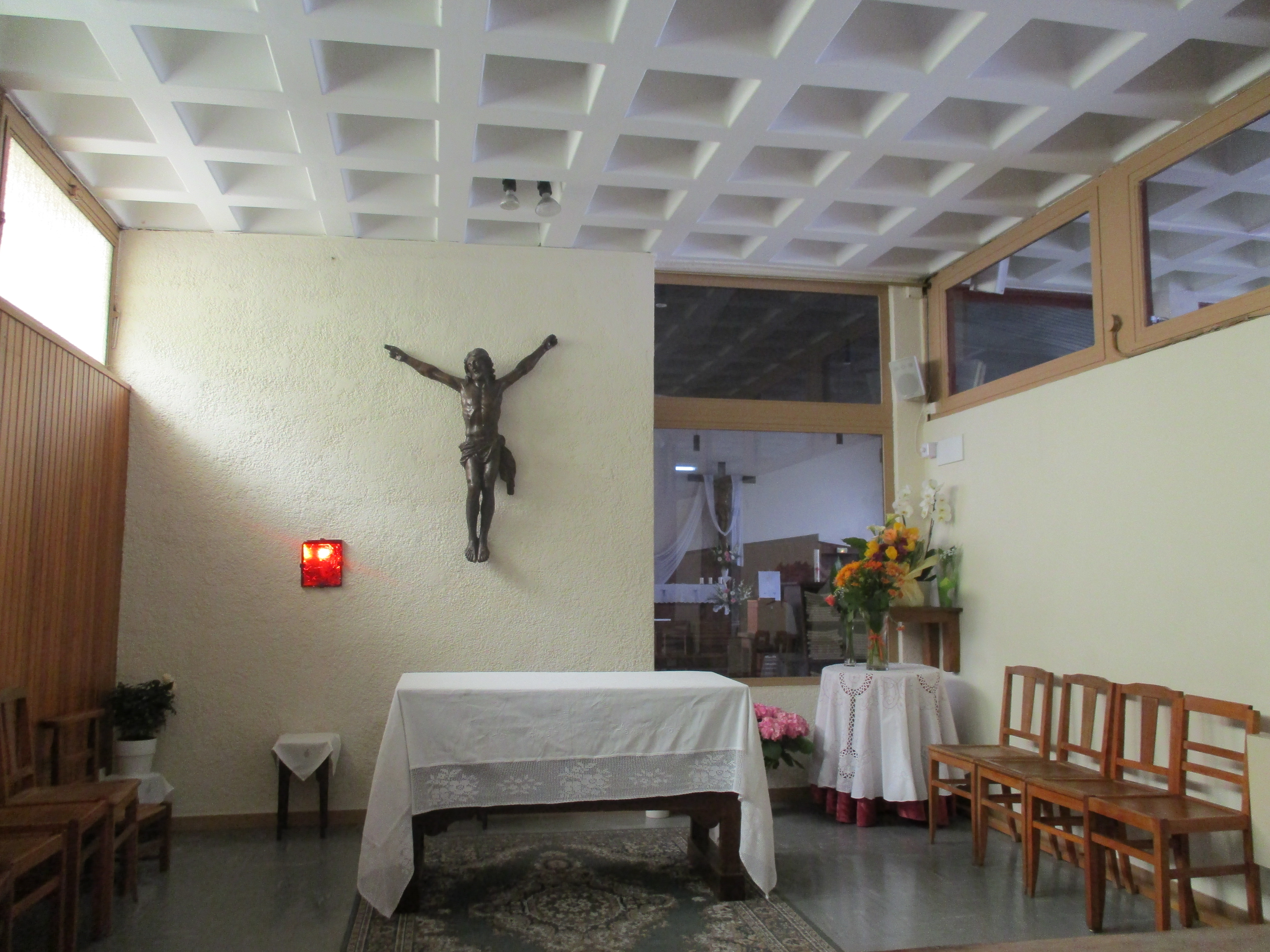
Chapelle intérieure de l'église.

Cet édifice en briques est surmonté d'un clocher-peigne structuré en cellules triangulaires et en losanges. À la base du clocher, trois arcades triangulaires abritent chacune une cloche.
Elle est desservie par les Fils de la charité.

## Notes et références

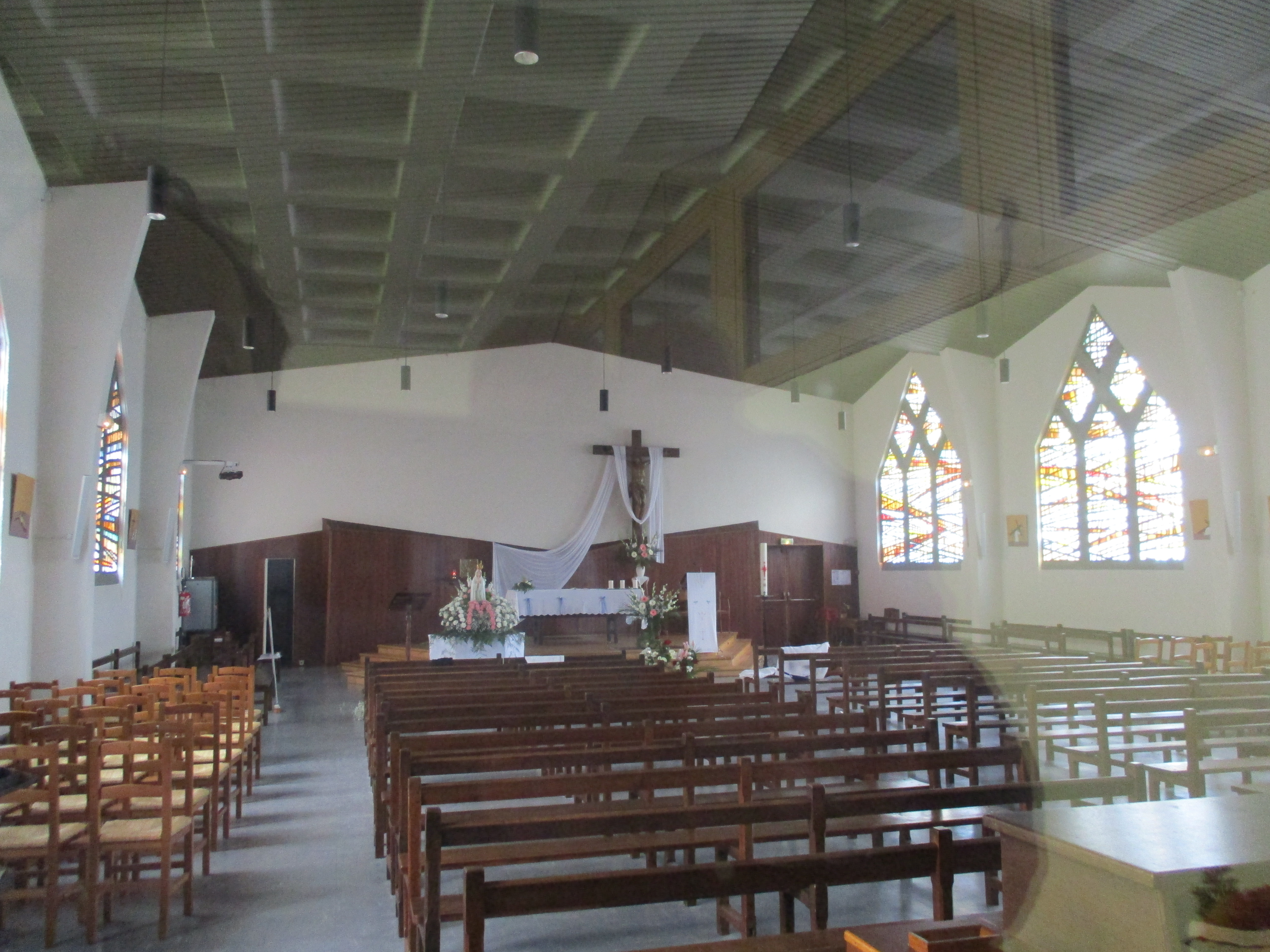
Intérieur de l'église.